# Yuya Himeno
Yuya Himeno (姫野 宥弥 Himeno Yuya?), född 27 september 1996 i Oita prefektur, är en japansk fotbollsspelare.
Himeno började sin karriär 2015 i Oita Trinita. Efter Oita Trinita spelade han för Verspah Oita, Thespakusatsu Gunma och Fujieda MYFC.